# Jens Wöhrmann
Jens Wöhrmann, né le 8 septembre 1967 à Siegen (Allemagne), est un joueur de tennis allemand.

## Palmarès
Il n'a remporté auncun titre ATP. Dans la catégorie Challenger, il a remporté un titre en simple à Casablanca en 1991 et un titre en double à Munich en 1990.

## Parcours en Grand Chelem

### En simple
| Année | Open d'Australie | Open d'Australie     | Roland-Garros | Roland-Garros | Wimbledon      | Wimbledon     | US Open | US Open |
| 1990  | 2e tour (1/32)   | Lars-Anders Wahlgren | -             | -             | 2e tour (1/32) | Milan Šrejber | -       | -       |

### En double
N'a jamais participé à un tableau final.